# 艾纳香
艾纳香，臺灣話稱大風草，粵語稱大風艾（粵拼：daai6 fung1 ngaai6），是菊科艾纳香属的植物，分布于中国華南地區（云南、贵州、广西、广东、福建）、台湾與东南亚。此植物为提取冰片的原料，故有冰片艾之称。

## 形态
多年生草本或半灌木状，多分枝，幼嫩部密被绢状毛；长椭圆形至披针形叶子互生，有锯齿，上面发皱，密生黄褐色短硬毛，下面有黄褐色密绢状绵毛；春末开黄色小花，头状花序排列成伞形，两性花花冠管状，雄花丝状。

## 分布
分布于巴基斯坦、印度、缅甸、泰国、马来西亚、中南半岛、台湾岛以及中国大陆的福建、广东、广西、贵州、云南等地，生长于海拔600米至1,000米的地区，多生于林缘、林下、河床谷地以及草地上。

## 用途
叶子为制造香料的原料，用蒸馏所得的白色艾粉，复制成艾片，用作芳香开窍药，也用作杀菌、防腐。

## 种下等级
- Blumea balsamifera (L.) DC. var. microcephala Kitamura